# ほんだら捕物帖
ほんだら捕物帖（ほんだらとりものちょう）は大映が1966年に製作した映画である。

## 概要
カラー、ワイド。
犬塚弘主演の『ほんだらシリーズ』第2作。

## ストーリー
江戸時代後期。江戸上屋敷に、馬廻り役の目白六平太がいた。しかし六平太は、腐敗した侍社会に愛想をつかして長屋で浪人暮しを始めた。そんなある日、三味線の師匠であるお勢が殺された。そこで真犯人として同じ長屋に住んでいる六平太が疑われた。岡っ引きの花七親分と千八は六平太を逮捕しようとしたが証拠不十分で逮捕できずにいた。そんな六平太が松の市が怪しいと花七に通報してきた。花七はすぐさま松の市の逮捕に向かったのだが、すでに松の市は何者かに殺されていた。

## スタッフ
- 監督：森一生
- 企画：川崎治直
- 脚色：笠原良三
- 音楽：萩原哲晶
- 撮影：牧浦地志

## キャスト
- 目白六平太：犬塚弘
- 眼鯨：谷啓
- 花七：ハナ肇
- 千八：桜井センリ
- 栄之助：石橋エータロー
- 安田伸山：安田伸
- 遠山金四郎：藤田まこと
- お勝：藤村志保
- お蔦：姿美千子
- 松の市：島田竜三
- お勢：小村雪子
- 宗仙：藤岡琢也
- 嘉市：南条新太郎
- 鬼島伝之進：玉置一恵
- 側用人：原聖四郎
- 久兵衛：藤川準
- め組の熊造：越川一
- ヤクザ：堀北幸夫
- 根岸兵庫：杉山昌三九

## ビデオソフト
一般家庭にビデオが普及する前の1981年頃、大映映像事業部からビデオが各4万5000円で発売されていたことがある。その後ビデオソフトは一切発売されておらず、DVD・BD化も行われていない。